# John D. Olivas
John Daniel Olivas, född 25 maj 1966 i North Hollywood, Kalifornien, är en amerikansk astronaut uttagen i astronautgrupp 17 den 4 juni 1998.
Olivas arbetade som medicintekniker innan han började på Nasa. Han har även en doktorsgrad i just medicinteknik. Han blev utvald 1998 att påbörja sin astronaututbildning. Sedan han började arbeta för Nasa har han tillhört olika supportgrupper för rymdfärjorna. 
Han är gift och har fem barn.

## Rymdfärder
- Atlantis - STS-117
- Discovery - STS-128